# Ádám György (közgazdász)
Ádám György (Nagykanizsa, 1911. augusztus 7. – Budapest, 1974. június 17.) közgazdász, újságíró, szakíró.

## Élete
Ádám (Berger) Ignác Róbert (1880–1932) szénnagykereskedő és Leitner Jolán gyermekeként született. Gimnáziumi tanulmányait szülővárosában folytatta, majd Bécsben kereskedelmi főiskolát végzett. Budapesten tisztviselőként dolgozott, kapcsolatba került az illegális kommunista mozgalommal, többször volt letartóztatásban. 1934 és 1939 között Bécsben élt, majd 1939-ben a háború elől Dél-Amerikába költözött, ahol újságíró lett. 1941-től az Allied Labor News hírügynökség tudósítója volt. 1942 és 1946 között cikkeket írt a mexikóvárosi Szabad Magyarság című lapba, majd visszatért Magyarországra. 1947 májusától szeptemberéig a Magyar–Amerikai Olajipari Rt. ügyeit vizsgáló tárcaközi bizottság titkáraként dolgozott. Ugyanettől az évtől az Új Magyarország című hetilap és a Szabad Nép külpolitikai rovatának munkatársa volt. 1948-ban az MTI közgazdasági kiadványát szerkesztette. 1949-ben letartóztatták és koholt vádak alapján tízévi börtönre ítélték. 1954-ben rehabilitálták. 1954 és 1957 között a Marx Károly Közgazdaságtudományi Egyetem tudományos munkatársa volt. Az 1956-os forradalomban aktív szerepet játszott, tagja volt a Magyar Értelmiség Forradalmi Bizottságának. 1957-ben életfogytiglani börtönre ítélték, ám az 1963 márciusi általános amnesztiával szabadult. 1963-tól a Közgazdasági és Jogi Kiadó felelős szerkesztőjeként működött. Egy évvel később megkapta a közgazdaságtudomány kandidátusi fokozatát. 1973-tól az MTA Számítástechnikai és Automatizálási Kutatóintézetének tudományos munkatársa volt. Munkáiban a tudományos technikai forradalom kérdéseit vizsgálta.

## Főbb művei
- Az amerikai politika újabb jelenségei. (Társadalmi Szemle, 1947. 7-8.)
- A munkásosztály harca a nemzetközi reakció ellen. (Szakszervezeti szeminátium 10. 1–4. kiad. Bp., 1948)
- A nemzetközi helyzet 1948 küszöbén. (Társadalmi Szemle, 1948. 1.)
- A német helyzet. – Fordulat Kínában. (Társadalmi Szemle, 1948. 2.)
- Az amerikai atomdiplomácia leleplezése. (Társadalmi Szemle, 1948. 12.)
- Az imperialista tábor belső ellentmondásai. – Kína győzelmes szabadságharcának világpolitikai jelentősége. (Társadalmi Szemle, 1949. 2.)
- Az imperialisták kínai veresége. (Társadalmi Szemle, 1949. 6-7.)
- Atomenergia és automatizálás. (Közgazdasági Szemle, 1956. 7-8.)
- A második ipari forradalom problémái. (Közgazdasági Szemle, 1956. 10.)
- Az automatizálás néhány problémájáról. (Közgazdasági Szemle, 1956. 11-12.)
- A tudomány új helyzete és problémái Nyugaton. (Természet és Társadalom, 1956. 8.)
- A nyugat-európai atomenergia-program és integráció legújabb fejleményei – a szuezi válság tükrében. (Közgazdasági Szemle, 1957. 2.)
- A tudomány és a kutatás szerepe a második ipari forradalomban. (Közgazdasági Szemle, 1957. 4.)
- A „különös” amerikai munkanélküliség. (Közgazdasági Szemle, 1964. 4.)
- Az állam és a tudomány viszonya az Egyesült Államokban és Nagy-Britanniában. (MTA Tudományszervezési Tájékoztató, 1964)
- Az automatizálás terjedése a főbb tőkésországokban. (Közgazdasági Szemle, 1965. 1.)
- Amerikai monopólium lesz-e Nyugaton a számítógépgyártás? (Közgazdasági Szemle, 1965. 5.)
- Automatizálási irányzatok a fejlett tőkésországokban. (Valóság, 1965. 2.)
- A tudomány ipari alkalmazásának vetületei a tőkés világgazdaságban. (Valóság, 1965. 10.)
- Új technika – új struktúra. A tudományos-technikai forradalom gazdasági társadalmi vetületei az Egyesült Államokban, Nagy-Britanniában, a Német Szövetségi Köztársaságban és Franciaországban. (Bp., Közgazdasági és Jogi Könyvkiadó, 1966)
- Új technika, struktúraváltozások és foglalkoztatottság a fejlett tőkésországokban. (Közgazdasági Szemle, 1966. 1.)
- A nyugat-európai szakszervezetek és a gazdasági irányításban való részvétel követelése. (Közgazdasági Szemle, 1966. 4.)
- A gazdasági növekedés ellentmondásai az Egyesült Államokban. (Közgazdasági Szemle, 1967. 3.)
- A kutatás és műszaki fejlesztés „amerikai útjának” problematikus vetületei. (Közgazdasági Szemle, 1967. 10.)
- Amerika Európában. (Valóság, 1967. 5.)
- Műszaki fejlesztés, oktatás, pályaválasztás. (Kortárs, 1967. 4.)
- Új vonások a kelet–nyugati gazdasági kapcsolatokban. (Gazdaság, 1967. 1.)
- Vita az új technikáról és Nyugat-Európa jövőjéről. (Közgazdasági Szemle, 1968. 10.)
- Az automatizálás rohamos térhódítása. (MTA Automatizálási Kutató Intézet Közleményei, 1969)
- Tudományfejlesztés és szerkezeti változások a mai világgazdaságban. 1–2. (Közgazdasági Szemle, 1969. 12.–1970. 1.)
- Amerika Európában. Vállalatbirodalmak a világgazdaságban. (Bp., Közgazdasági és Jogi Könyvkiadó, 1970)
- A tudományos kutatás új fejleményei a vezető tőkés országokban. Kand. értek. (Bp., 1970)
- A világkonszernek apologetikája és kritikája. (Magyar Filozófiai Szemle, 1970. 5.)
- „Európai kihívás” vagy Európa kiárusítása. (Közgazdasági Szemle, 1970. 6.)
- *A nyugatnémet tőkeexport-offenzíva. (Közgazdasági Szemle, 1970. 9.)
- *Vállalatbirodalmak – „kettős hatalom” a világgazdaságban? (Valóság, 1970. 1.)
- The World Corporation Problematics. Apologetics and Critique. (Trends in World Economy 5. A Világgazdasági Magyar Tudományos Tanács kiadványa. Bp., 1971)
- Szökevény iparágak és elvándorló vállalatok a tőkés világgazdaságban. 1–2. (Közgazdasági Szemle, 1971. 9.–1971. 10.)
- New Trends in International Business. Worldwide Sourcing and Dedomiciling. (Acta Oeconomica, 1971. 3-4.)
- A nemzetközi vállalatbirodalmak globális optimalizálásának újabb fejleményei. (Közgazdasági Szemle, 1972. 7-8.)
- Some Implications and Concomitants of Worldwide Sourcing. (Acta Oeconomica, 1972. 2-3.)
- A számítógépipar helyzete 1972 második felében. – Az amerikai és nyugat-európai számítógépipar erőviszonyainak alakulása. – Konjunktúra és struktúra. (MTA SZTAKI Tanulmányok. 1973. 3.)
- Kelet–nyugati kapcsolatok a számítógépiparban. (MTA SZTAKI Tanulmányok. 1973. 15.)
- A világkonszernek új stratégiája a fejlődő országokban. (Közgazdasági Szemle, 1973. 1.)
- Contribution to the Study of Multinational Corporations. (Acta Oeconomica, 1974. 2.)
- Some Reasons for Foreign Investment. (Acta Oeconomica, 1974. 3-4.)
- Külföldi közvetlen beruházás vagy kivitel. (Gazdaság, 1975. 9.)
- Új lehetőségek és alternatívák a harmadik világ számára. (Közgazdasági Szemle, 1975. 2.).